# Кеплер (телескоп)
Свемирски телескоп Кеплер је мисија агенције НАСА која је лансирана са циљем да открије планете налик Земљи које се налазе у орбити око других звезда. Овај свемирски телескоп, назван по немачком астроному Јохану Кеплеру, лансиран је у марту 2009. године (време од датума лансирања).
Првобитни оперативни период мисије је био 3,5 година али је 2012.г. мисија продужена до 2016. године.
Мисија Кеплер је „посебно дизајнирана да испита регион галаксије Млечни пут у којем се налази Сунчев систем и открије десетине планета сличних Земљи које се налазе унутар насељиве зоне, и притом открије колико од милијарди звезда у нашој галаксији има такве планете“. Једини инструмент који је уграђен је фотометар који непрестано надгледа сјајност преко 145.000 звезда из главног низа у фиксном видном пољу. Подаци које прикупи се затим шаљу на Земљу, а затим анализирају да би се открило периодично затамњење звезде приликом транзите екстрасоларне планете испред ње.
Опсерваторија Кеплер је тренутно оперативна и њени први резултати су објављени 4. јануара 2010. године. Како се и очекивало, прва открића су биле краткопериодичне планете (оне које за само пар сати или дана обиђу око своје матичне звезде). Како се мисија одвијала појавиле су се планете са дужим периодом револуције – до децембра 2011.г. откривено је 2.326 планета кандидата. Од овог броја 207 је по величини слично Земљи, 680 су Супер-Земље (пар пута веће од наше планете), 1.181 су величине Нептуна, 203 су величине Јупитера док је 55 веће од Јупитера. Најважније откриће је да се 48 планета кандидата налази у зони погодној за настанак живота. Тим који води мисију процењује да 5,4% свих звезда у галаксији има планету кандидата налик Земљи у насељивој зони, и да 17% свих звезда има више од једне планете у систему.
У децембру 2011. године две планете кандидата сличне Земљи, Кеплер-20е и Кеплер-20ф, су потврђене као планете које се налазе у орбити око звезде Кеплер20 која је налик Сунцу.

## Подаци о летелици
Маса летелице је 1.039 kg, има апаратуру од 0,95 m и примарно огледало пречника 1,4 m. У време када је телескоп лансиран ово је било највеће примарно огледало лансирано изван Земљине орбите. Летелица има видно поље од 115 квадратних степени, што је еквивалентно величини песнице када се испружи рука.